# 瓦根费尔德
瓦根费尔德是德国下萨克森州的一个市镇。总面积117.36平方公里，总人口6890人，其中男性3422人，女性3468人（2011年12月31日），人口密度59人/平方公里。